# Symphora maculata
Symphora maculata is een keversoort uit de familie zwamspartelkevers (Melandryidae). De wetenschappelijke naam van de soort werd in 1889 gepubliceerd door George Charles Champion.